# Judici entre Johnny Depp i Amber Heard

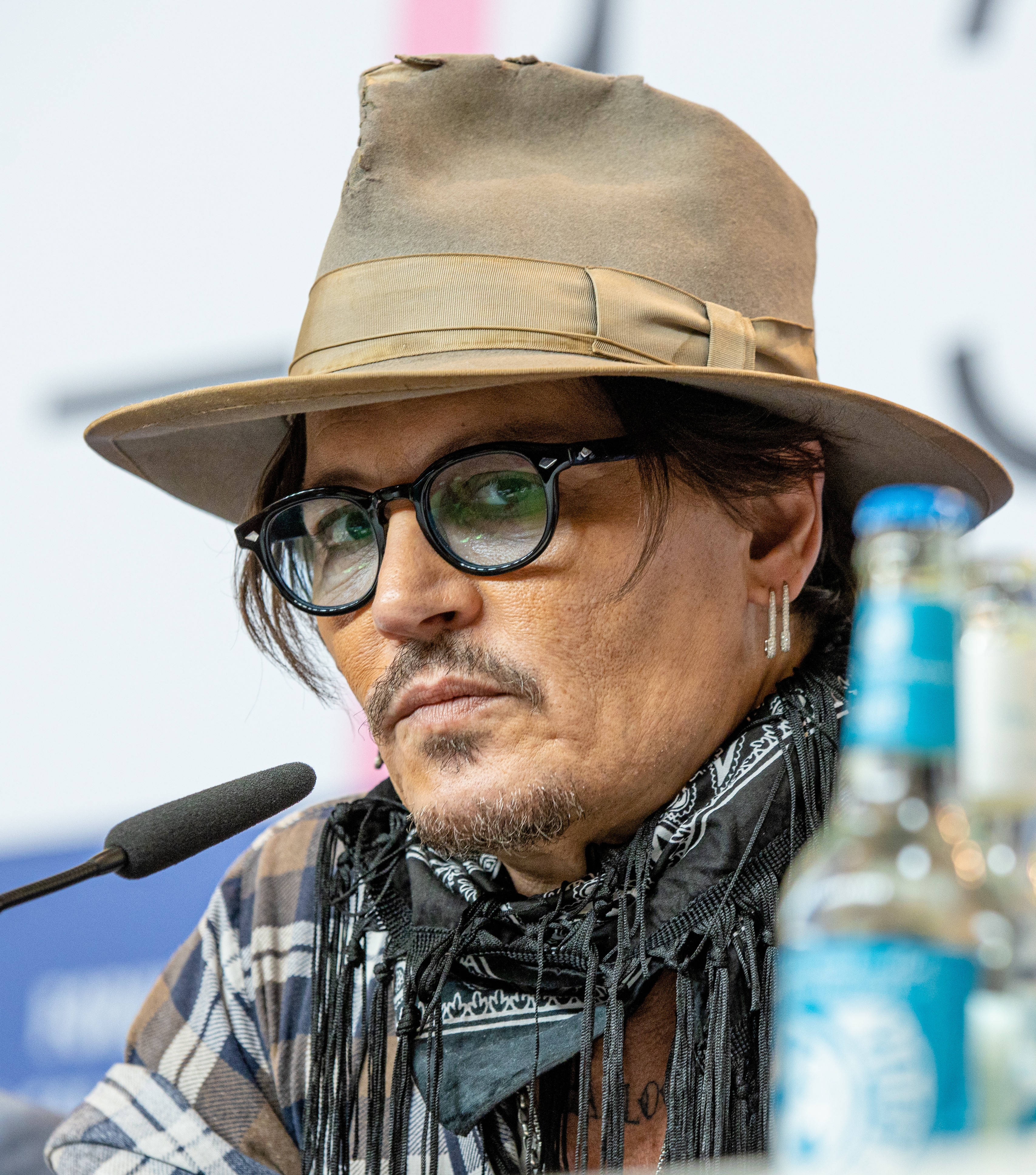

El judici oral entre els actors Johnny Depp i Amber Heard va començar l'11 d'abril de 2022 al Tribunal de Fairfax, Virginia, Estats Units. Aquest judici, contràriament al que la majoria de la gent creu no és per causes de violència domèstica sinó que va succeir a causa d'una demanda de Johnny Depp de 50 milions de dòlars per difamació contra Amber Heard a la qual Amber Heard va fer una contra-demanda de 100 milions de dòlars. És per tant un judici per a veure qui és el difamador i calcular la quantitat de diners que un li deu a l'altre per les acusacions mútues. Ha estat un judici molt seguit en tot el món a causa del gran renom dels acusats i de la importància de l'acusació com és la de violència domèstica. També ha esquitxat a diversos actors de Hollywood com James Franco, models i al mateix Elon Musk.

## Context
Johnny Depp i Amber Heard van començar la seva relació el 2012 i es van casar el 2015. Al maig de 2016, 15 mesos més tard, Amber Heard va sol·licitar el divorci acusant l'actor d'haver-la maltractat i se la va concedir una ordre d'allunyament. Johnny Depp ho va desmentir i al poc temps Amber Heard va retirar la ordre i es va pactar un acord milionari per a començar un procés amistós. Finalment al gener de 2017 va arribar el divorci. Al desembre de 2018 Amber Heard va escriure un article al diari The Washington Post en la que es definia com "una figura pública que representa l'abús domèstic" i assegurant que havia tingut danys econòmics a causa de la denuncia que es va fer. Tot i que no va mencionar a Johnny Depp s'entenia que era la denuncia que va posar contra l'actor al 2016. Al desembre de 2019, després d'un any de confusió i incertesa Disney va acomiadar a Johnny Depp de la saga Pirates del Carib, l'actor que feia de Jack Sparrow, el protagonista principal. Al març de 2020, per primer cop, Johnny Depp va demanar 50 milions de dòlars a l'actriu per haver-lo acusat amb proves falses i per haver perjudicat la seva trajectòria professional com a actor de Hollywood i haver utilitzat la imatge de víctima per a impulsar la seva. Davant d'aquesta acusació Amber Heard va fer una contra-demanda el 2 de setembre demanant 100 milions d'euros argumentant que era ella la que havia tingut danys econòmics i professionals a causa de la relació amb l'actor.

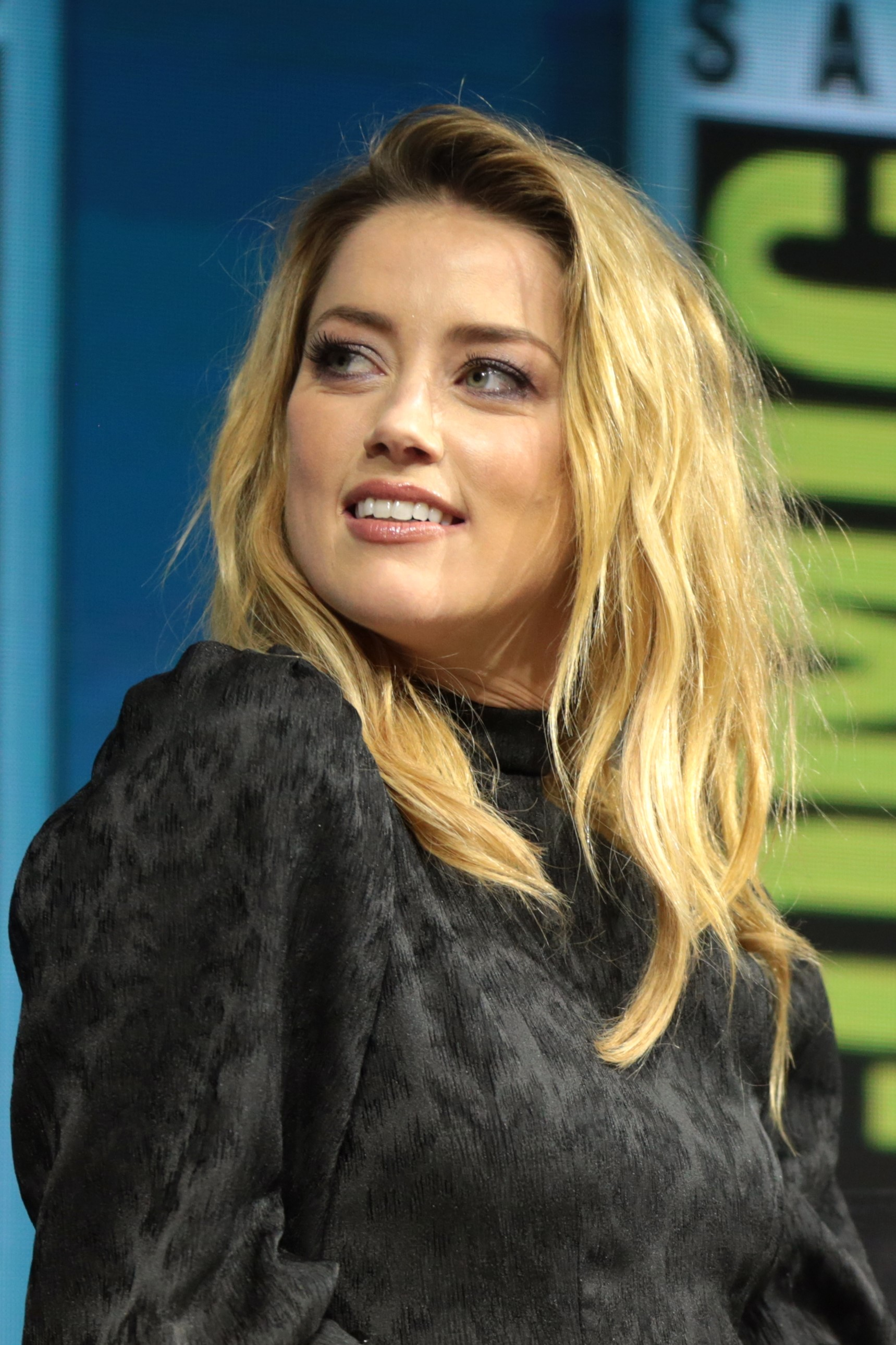

## Primer judici
Tot i que els dos actors van haver d'esperar dos anys per a poder començar el judici va haver un primer judici entre Johnny Depp i el diari The Sun a Londres al setembre de 2020. En aquest judici s'enfrontaven l'actor i el diari per haver posat que l'actor era un maltractador d'esposes. Tot i que en la resolució del judici no es va arribar a demostrar l'acusació del diari, Johnny Depp va perdre el cas, que va caure a favor del diari. A causa d'aquest judici Warner va comunicar que també trencava el contracte amb l'actor i el treia de la saga de Bèsties fantàstiques i on trobar-les.

## Segon judici
En aquest judici si que es van enfrontar els dos actors de Hollywood. Els advocats de Johnny Depp, Ben Chew i Camille Vásquez del gabinet d'advocats Brown Rudnick, i els advocats d'Amber Heard, Benjamin Rottenborn i Elaine Bredehoft del gabinet d'advocats Woods Rogers van començar un procés judicial de 6 setmanes dirigit per la jutgessa Penney Azcarate. Durant el judici es va demostrar que tot el que havia dit Amber Heard era mentida tot i que l'actriu sempre va continuar defensant la seva versió dels fets encara que li posessin proves evidents que negaven els fets. El judici es caracteritza per la fama que ha tingut a causa del gran renom dels acusats i, en part, per les situacions surrealistes que han anat passant al llarg del judici.

### Lluita d'objeccions
El judici també destaca per la gran complexitat alhora d'aportar proves que poguessin ser considerades vàlides doncs al ser els acusats de tal renom, durant els anys que va durar la seva relació van haver molts rumors. Aquestes proves no poden ser considerades vàlides i en la llei dels Estats Units això és motiu d'objecció, aquest cas per rumor, que si és acceptada pel jutge s'ha de passar per alt la pregunta. El fet que hi haguessin tantes proves que provenien de rumors va ser la causa d'una cadena d'objeccions entre els advocats dels dos acusats que va durar tot el judici. De les objeccions més utilitzades hi ha la "hearsay", rumor, "leading", dirigir al testimoni per a que digui el que vol l'advocat o "calls for speculation", la pregunta demana al testimoni que endevini la resposta en lloc de confiar en fets coneguts.

### Resolució
Finalment el cas va caure a favor de Johnny Depp amb una compensació econòmica de 15 milions d'euros per víctima de difamació tot i que el jurat va decidir compensar a Amber Heard amb 2 milions d'euros al veure que els dos havien participat en la difamació.